# Las Nogueras
Las Nogueras es una pedanía situada a unos 13 kilómetros de la ciudad de Requena, siendo la más alta de todas las aldeas del término municipal a 1100 metros sobre el nivel del mar.

## Situación
Las Nogueras está situada entre montañas, albergando en ella algunos terrenos de cultivo y un gran monte de pinar en su mayoría. Se sitúa a, aproximadamente, unos 13 kilómetros de distancia de Requena por carretera, unos 8 en línea recta. Está situada a 1020 m s. n. m., lo cual la convierte en la más alta de las aldeas requenenses, y la población habitada más alta de la comarca.

## Demografía
Las Nogueras cuenta con una población fija de 16 habitantes (INE año 2015), todos ellos adultos. La aldea está formada por un total de 14 viviendas, aunque aproximadamente, la mitad de ellas son construcciones en las que almacenar los utensilios y máquinas de trabajo.

## Clima
Las Nogueras es una localidad muy alta, superando los 1000 metros, lo que ya de por sí la convierte en un lugar frío. Su clima es de tipo mediterráneo con cierta continentalización. Los veranos son suaves. Aunque se suelen superar los 30 grados casi todos los días, por las noches rara vez superan los 15 grados. Sufren los vientos de solano, que logran traspasar las barreras montañosas y que ayudan a refrescar el ambiente y subir la humedad, raramente por encima del 20%. Los inviernos son muy crudos; la aldea es famosa por sus nevadas, que en ocasiones llegan a sepultar edificios, y es que es la zona que más nevadas sufre al año, llegando a cubrir la carretera de acceso, y dejando incomunicada la aldea. Todos los inviernos bajan de -10 grados, por lo que son largos y crudos, helando muchos de los días comprendidos entre noviembre y marzo. Suele helar también algún día en abril.